# Geisa Aparecida Coutinho
Geisa Aparecida Muniz Coutinho (* 1. Juni 1980 in Araruama) ist eine brasilianische Sprinterin, die sich auf den 400-Meter-Lauf spezialisiert hat.

## Sportliche Laufbahn
Erste Erfahrungen bei internationalen Meisterschaften sammelte Geisa Aparecida Coutinho bei den Ibero-amerikanischen Meisterschaften 2002 in Guatemala-Stadt, bei denen sie mit der brasilianischen 4-mal-400-Meter-Staffel die Goldmedaille gewann. 2003 qualifizierte sie sich für die Teilnahme an den Hallenweltmeisterschaften in Birmingham, bei denen sie aber bereits in der ersten Runde ausschied. Bei den Südamerikameisterschaften im venezolanischen Barquisimeto wurde sie Kontinentalmeisterin über 400 Meter und mit der brasilianischen Stafette. Sie nahm auch an den Panamerikanischen Spielen in Santo Domingo teil und gewann dort die Bronzemedaille mit der Staffel. Im Einzelbewerb schied sie bereits in der Vorrunde aus. Sie qualifizierte sich auch für die Weltmeisterschaften in Paris, bei denen sie ebenfalls nicht über die erste Runde hinauskam. 2004 gewann sie die Bronzemedaille bei den Ibero-amerikanischen Meisterschaften in Huelva über 400 Meter und qualifizierte sich auch für die Olympischen Spiele in Athen. Dort schied sie sowohl im Einzelbewerb als auch mit der Staffel bereits im Vorlauf aus. 
2005 gewann sie die Silbermedaille über 400 Meter bei den Südamerikameisterschaften in Cali sowie Gold mit der brasilianischen Staffel. Bei den Weltmeisterschaften in Helsinki wurde sie mit der Staffel im Finale disqualifiziert, nachdem die Staffel zuvor einen neuen Kontinentalrekord aufgestellt hatte. 2006 belegte sie bei den Ibero-amerikanischen Meisterschaften in Ponce auf Puerto Rico Platz sieben über 200 Meter und Platz vier über ihre Paradestrecke. 2009 gewann sie bei den Südamerikameisterschaften in Lima erneut die Goldmedaille mit der brasilianischen Staffel. Auch bei den Jogos da Lusofonia in Lissabon siegte sie mit der Staffel und schied bei den Weltmeisterschaften in Berlin mit dieser Staffel im Vorlauf aus.
2011 gewann sie bei den Südamerikameisterschaften in Buenos Aires Bronze über 400 Meter und siegte ein weiteres Mal mit der Staffel. Daraufhin gewann sie bei den Militärweltspielen in Rio de Janeiro Gold über 400 Meter, mit der 4-mal-100-Meter-Staffel und der 4-mal-400-Meter-Staffel. Bei den Weltmeisterschaften in Daegu gelangte sie über 400 Meter ins Halbfinale und schied mit der 4-mal-100-Meter-Staffel im Vorlauf aus. Bei den Panamerikanischen Spielen im mexikanischen Guadalajara gewann sie Silber mit der Staffel und Bronze im Einzelbewerb. 2012 qualifizierte sie sich erneut für die Hallenweltmeisterschaften in Istanbul, wurde dort aber bereits in der ersten Runde disqualifiziert. Bei den Ibero-amerikanischen Meisterschaften in Barquisimeto belegte sie Platz acht über 200 Meter, gewann Silber über 400 Meter und Gold mit beiden Sprintstaffeln. Zudem qualifizierte sie sich erneut für die Olympischen Spiele in London, bei denen sie aber erneut im Einzelbewerb und mit der Staffel in der ersten Runde ausschied.
2014 siegte sie im über 400 Meter und mit der Staffel bei den Südamerikaspielen in Santiago de Chile. Auch bei den Ibero-amerikanischen Meisterschaften in São Paulo gewann sie Gold in diesen beiden Disziplinen. 2015 nahm sie erneut an den Südamerikameisterschaften in Lima teil und qualifizierte sich über 200 Meter für das Finale, trat dort aber nicht an. Über 400 Meter gewann sie erneut den Titel. Damit qualifizierte sie sich für die Weltmeisterschaften in Peking, bei denen sie in der Vorrunde ausschied. 2016 nahm sie zum dritten Mal an den Olympischen Spielen in Rio de Janeiro teil und scheiterte erneut im Einzel als auch mit der Staffel im Vorlauf. 2017 gewann sie mit der brasilianischen Mannschaft das B-Finale bei den IAAF World Relays 2017 auf den Bahamas. Bei den Südamerikameisterschaften in Luque gewann sie erneut das Double über 400 Meter und mit der Staffel. 2018 nahm sie an den Südamerikaspielen in Cochabamba teil und gewann dort in 52,93 s die Silbermedaille über 400 Meter hinter der Kolumbianerin Jennifer Padilla und anschließend gewann sie auch bei den Ibero-Amerikanischen Meisterschaften in Trujillo in 52,57 s die Silbermedaille, diesmal hinter der Portugiesin Cátia Azevedo.
2019 belegte sie bei den Südamerikameisterschaften in Lima in 53,51 s den vierten Platz über 400 Meter, ehe sie Ende September bei den Weltmeisterschaften in Doha in 3:16,22 min den achten Platz in der Mixed-Staffel belegte. Im Jahr darauf gewann sie bei den erstmals ausgetragenen Hallensüdamerikameisterschaften in Cochabamba in 54,75 s die Bronzemedaille über 400 Meter hinter ihrer Landsfrau Tiffani Marinho und María Fernanda Mackenna aus Chile. Bei den World Athletics Relays 2021 im polnischen Chorzów wurde sie in 3:17,54 min Zweite in der Mixed-Staffel hinter dem Team aus Italien. Anschließend belegte sie bei den Südamerikameisterschaften in Guayaquil in 53,55 s den vierten Platz über 400 Meter.
In den Jahren von 2002 bis 2004, 2012, 2014, 2017 und 2018 wurde Coutinho brasilianische Meisterin im 400-Meter-Lauf sowie 2018 auch in der 4-mal-400-Meter-Staffel.

## Persönliche Bestzeiten
- 100 Meter: 11,55 s (−0,2 m/s), 16. April 2011 in São Paulo
  - 60 Meter (Halle): 7,55 s, 7. Februar 2004 in Flagstaff
- 200 Meter: 23,07 s (+0,7 m/s), 6. August 2011 in São Paulo
- 400 Meter: 51,08 s, 22. Juli 2011 in Rio de Janeiro
  - 400 Meter (Halle): 54,28 s, 14. März 2003 in Birmingham